# Comuna Vilhivka, Rojneativ
Vilhivka (în ucraineană Вільхівка) este o comună în raionul Rojneativ, regiunea Ivano-Frankivsk, Ucraina, formată din satele Roșneate și Vilhivka (reședința).

## Demografie
Componența lingvistică a comunei Vilhivka
     Ucraineană (99,56%)
     Alte limbi (0,44%)
Conform recensământului din 2001, majoritatea populației comunei Vilhivka era vorbitoare de ucraineană (99,56%), existând în minoritate și vorbitori de alte limbi.